# Parafia św. Bartłomieja w Krakowie
Parafia św. Bartłomieja w Krakowie – parafia rzymskokatolicka należąca do dekanatu Kraków-Mogiła archidiecezji krakowskiej w Mogile przy ulicy Klasztornej.

## Historia parafii
Biskup Jan Prandota herbu Odrowąż, dokumentem z dnia 14 maja 1266, wydanym w Krakowie, oddał klasztorowi w Mogile parafię kościoła św. Bartłomieja wraz z jego uposażeniem i nadał dziesięciny dla klasztoru.
Kościół parafialny wybudowany w 1466, konsekrowany w 1475.
Nadzór klerycki nad parafią sprawują cystersi z pobliskiego opactwa.

## Zasięg parafii
Do parafii należą wierni z Krakowa mieszkający na osiedlach: Centrum E, Lesisko, Młodości, Mogiła, Ogrodowe, Na Skarpie, Wandy i Willowe.